# Шляховский сельский совет (Кегичёвский район)
Шляховско́й сельский совет (укр. Шляхівська сільська рада) — входит в состав Кегичевского района Харьковской области Украины.
Административный центр сельского совета находится в селе Шляхово́е.

## История
- 1991 — дата вхождения сельсовета в состав Кегичёвского района.
- Июль 2020 - Кегичёвский район ликвидирован.

## Населённые пункты совета
- село Шляхово́е
- село Высо́кое
- село Каза́чьи Майда́ны